# 在日ロシア連邦大使館
在日ロシア連邦大使館（ざいにちロシアれんぽうたいしかん、ロシア語: Посольство   РФ в Японии）は、東京都港区に駐在するロシア連邦の大使館。

## 概要
最初の在東京領事館は、イギリス人建築士スメードリの設計により1876年に建設が始まった。1904年の日露戦争開戦に伴い閉鎖されるが、1905年のポーツマス条約締結後、ロシア公使館として再開した。
ソビエト連邦大使館時代の1928年に現在地に移転し、コンクリート造2階建てになる。現在の建物は1976年に大林組によって建設されたものである。
ソビエト連邦大使館時代の所在地の旧名が麻布狸穴町だったことから、大使館の隠語として「狸穴」と呼ばれていたこともある。
東京の大使館のほか、札幌・大阪（豊中市）・新潟に総領事館が、函館に総領事館分館がある。
また、かつては小樽・横浜・敦賀・神戸・長崎に領事館が存在した。
ソビエト社会主義共和国連邦崩壊後、東京のソ連元大使館はロシア連邦（旧ロシア・ソビエト連邦社会主義共和国）が引き継ぐかに思えたが、ウクライナとの関係悪化に伴い登記の変更ができない為、未だに登記名義はソビエト社会主義共和国連邦である（日露関係史#日本国内の旧ソ連資産に関する問題も参照）。

## 所在地
〒106-0041 東京都港区麻布台二丁目1-1

## 駐日大使
2024年1月19日より、ニコライ・ノズドリェフが特命全権大使を務めている。

## 事件・騒動・国外退去

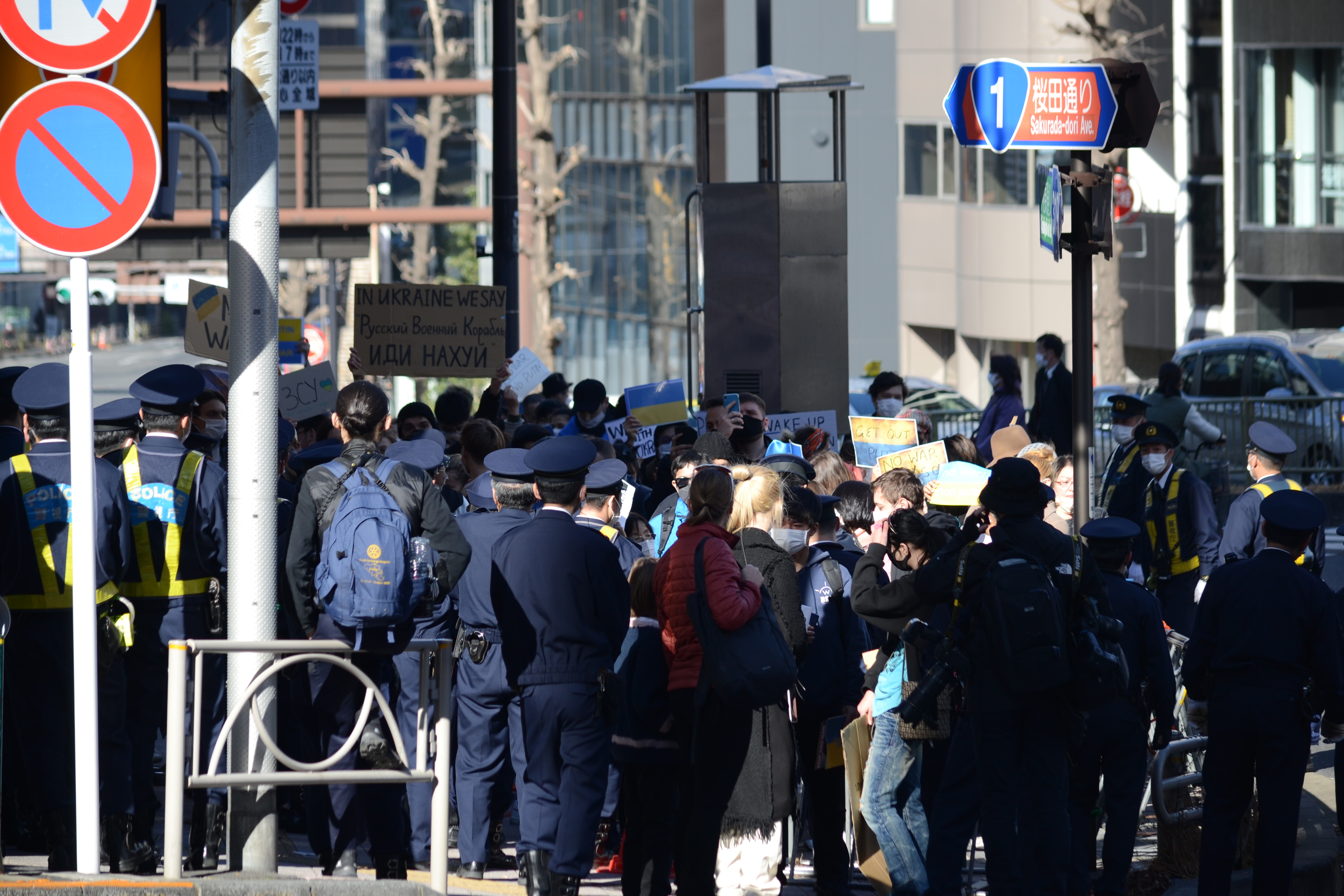
ロシア大使館前でロシアのウクライナ侵攻に抗議する市民（2022年）

### 抗議活動
北方領土問題などをめぐり、度々右翼団体による抗議、侵入や器物損壊事件が発生している。例年2月7日の北方領土の日、8月9日の反ソ連デー、 8月15日の終戦記念日などは抗議活動により大使館周辺が騒然とし、警察と衝突することも多い。2018年8月9日には右翼活動家の男女が静穏保持法違反で逮捕されている。
これらの記念日以外にも、2009年7月26日に右翼団体の男が通用門に車両で突入し逮捕、2012年9月17日に大使館前で車両に放火、炎上させた男が逮捕された。

### 反戦デモ
2022年2月24日、ロシア軍が国際社会の批判を一顧だにせずウクライナに侵攻した。これを受けて同月28日、在日ウクライナ人を含む100人以上が東京のロシア大使館周辺に集まってロシアのウクライナ侵攻に抗議する反戦デモを展開した。

### 諜報活動
2000年にロシア連邦軍参謀本部情報総局（GRU）所属でロシア大使館駐在武官のビクトル・ボガチョンコフ海軍大佐に内部文書を漏洩させ、白血病に罹患した息子の見舞金や香典などとして現金58万円を受け取ったとして海上自衛隊の三佐が逮捕されている（ボガチョンコフ事件）。
また、2013年5月にGRU所属の諜報員とされるセルゲイ・コワリョフ駐在武官に教範などを漏洩させたとして元陸将の泉一成が書類送検された（泉一成 情報漏洩問題）。

### SNS騒動
2018年3月ごろから大使館公式Twitterが一般利用者に対して「恥を知れ」など過激なリプライを繰り返していることが物議を醸した。また、アメリカ政府の高官に対しても「頭大丈夫？？」「あの畜生たち」などの過激な言葉で批判を行い、物議を醸した。日本のみならず在米ロシア大使館も「ロシアにあるどのアメリカ総領事館を閉鎖したいか」アンケートを取るなど過激なツイートを連発している。
2020年8月10日には、大使館公式Twitterアカウントにて「ソ連軍の猛攻により日本人は追い詰められ、反撃に転じることはできませんでした」「満州作戦は、第二次世界大戦中の赤軍の作戦の中でも非常に成功したものでした」などと発言し、批判を浴びた。
2022年2月28日には、同アカウントにて「日本の外務省は、歴史を忘れています。クリル諸島は、南クリルも含め、第二次世界大戦の結果として、連合国の決定に従い法的根拠に基づいて、我が国に譲渡されました。これは、日本が行った侵略とナチスドイツとの同盟に対する処罰の一部でもありました。にもかかわらず事実として、日本は100年も経たぬ間に二度もナチス政権を支持する挙に出ました。かつてはヒトラー政権を、そして今回はウクライナ政権を支持したのです。」と発言して挑発を行い、事実を歪めているとしてまたもや批判を浴びた。

### 放置違反金踏み倒し
在日ロシア連邦大使館の外交官は「外交特権」を悪用し、日本国内において外交官ナンバーによる放置違反金踏み倒しをすることが多く、警察庁の「放置違反金・踏み倒し全リスト(2021年度）」によるとロシアは中国を抜いてワースト1位の1826件（47%）とされる。

### 大使・外交官の国外退去
2022年2月のロシアによるウクライナ侵攻を受け、日本政府は2022年4月に当時の駐日大使ガルージンを含む8名の在日ロシア大使館の外交官・通商代表部職員に国外退去を命じた。